# Serie A2 1998-1999 (pallavolo femminile)
La Serie A2 femminile FIPAV 1998-99 fu la 22ª edizione della manifestazione organizzata dalla FIPAV.

## Regolamento
Le squadre furono divise in due gironi da otto squadre ciascuno e poi, mantenendo i soli punti ottenuti alla fine della prima fase contro le avversarie destinate alla stessa poule, ripartite in due nuovi gironi e infine chiamate a disputare i play-off.

## Le squadre partecipanti
Le squadre provenienti dalla Serie B1 erano AGIL Trecate, Icot Sucrital Forlimpopoli, Las Mar Tortoreto e Tra.De.Co. Altamura. Bari cedette i suoi diritti alla Latus Pordenone.
| Squadra                              | Stagioni in Serie A2 | Allenatore                             | Campo di gioco                        |
| ------------------------------------ | -------------------- | -------------------------------------- | ------------------------------------- |
| AGIL Trecate                         |                      | Massimo Pacifico, poi Luca Privitera   | Palasport di Trecate, NO              |
| Brums Preca Busto Arsizio            |                      | Eraldo Buonavita                       | PalaYamamay di Busto Arsizio, VA      |
| Centrale del Latte Roma              |                      | Guillermo Taborda, poi Carlo Parisi    | Palafonte di Roma                     |
| Cervi Cucine Day Medical Castellanza |                      | Walter Omar Amoros                     | Palasport di Castellanza, VA          |
| Co.Mont. Granzotto San Donà di Piave |                      | Giuseppe Giannetti                     | PalaBarbazza di San Donà di Piave, VE |
| Famila Imola                         |                      | Mario Sangiorgi                        | PalaRuggi di Imola, BO                |
| Figurella Firenze                    |                      | Stoyan Guntchev, poi Guillermo Caceres | PalaValenti di Firenze                |
| Icot Sucrital Forlimpopoli           |                      | Mario Di Pietro, poi Sergio Guerra     | PalaBubani di Faenza, RA              |
| Las Mar Tortoreto                    |                      | Domenico Chiovini                      | Palasport di Tortoreto, TE            |
| Latus Pordenone                      |                      | Marco Gazzotti                         | Palasport di Pordenone                |
| Monte Schiavo Jesi                   |                      | Maurizio Moretti                       | PalaTriccoli di Jesi, AN              |
| Moreschi Vigevano                    |                      | Mauro Rossi                            | PalaBasletta di Vigevano, PV          |
| Romanelli Firenze                    |                      | Andrzey Urbanski, poi Marco Bolognesi  | Palasport di Firenze                  |
| Siracusano Lancia Messina            |                      | Carlo Parisi, poi Andrea Parisi        | PalaTracuzzi di Messina               |
| Teseco Oranfrizer Sesto Fiorentino   |                      | Riccardo Martini                       | Palasport di Sesto Fiorentino, FI     |
| Tra.De.Co. Altamura                  |                      | Pasquale Moramarco                     | PalaBaldassarra di Altamura, BA       |

## Classifiche

### Prima fase
| Pos. | Squadra                              | Pt | G  |
| ---- | ------------------------------------ | -- | -- |
| 1.   | Brums Preca Busto Arsizio            | 33 | 14 |
| 2.   | Cervi Cucine Day Medical Castellanza | 29 | 14 |
| 3.   | Las Mar Tortoreto                    | 26 | 14 |
| 4.   | Monte Schiavo Jesi                   | 26 | 14 |
| 5.   | Latus Pordenone                      | 20 | 14 |
| 6.   | Centrale del Latte Roma              | 15 | 14 |
| 7.   | Siracusano Lancia Messina            | 14 | 14 |
| 8.   | AGIL Trecate                         | 5  | 14 |

| Pos. | Squadra                              | Pt | G  |
| ---- | ------------------------------------ | -- | -- |
| 1.   | Romanelli Firenze                    | 30 | 14 |
| 2.   | Famila Imola                         | 27 | 14 |
| 3.   | Figurella Firenze                    | 25 | 14 |
| 4.   | Teseco Oranfizer Sesto Fiorentino    | 24 | 14 |
| 5.   | Moreschi Vigevano                    | 24 | 14 |
| 6.   | Co.Mont. Granzotto San Donà di Piave | 21 | 14 |
| 7.   | Icot Forlimpopoli                    | 13 | 14 |
| 8.   | Tra.De.Co. Altamura                  | 1  | 14 |

### Seconda fase
| Pos. | Squadra                              | Pt | G  |
| ---- | ------------------------------------ | -- | -- |
| 1.   | Romanelli Firenze                    | 46 | 20 |
| 2.   | Brums Preca Busto Arsizio            | 44 | 20 |
| 3.   | Cervi Cucine Day Medical Castellanza | 36 | 20 |
| 4.   | Monte Schiavo Jesi                   | 31 | 20 |
| 5.   | Figurella Firenze                    | 27 | 20 |
| 6.   | Teseco Oranfizer Sesto Fiorentino    | 22 | 20 |
| 7.   | Famila Imola                         | 18 | 20 |
| 8.   | Las Mar Tortoreto                    | 16 | 20 |

| Pos. | Squadra                              | Pt | G  |
| ---- | ------------------------------------ | -- | -- |
| 1.   | Co.Mont. Granzotto San Donà di Piave | 46 | 28 |
| 2.   | Latus Pordenone                      | 43 | 28 |
| 3.   | Moreschi Vigevano                    | 40 | 28 |
| 4.   | Icot Sucrital Forlimpopoli           | 34 | 28 |
| 5.   | Centrale del Latte Roma              | 28 | 28 |
| 6.   | AGIL Trecate                         | 20 | 28 |
| 7.   | Siracusano Lancia Messina            | 18 | 28 |
| 8.   | Tra.De.Co. Altamura                  | 11 | 28 |

| Promosse in Serie A1 dopo i play-off | Retrocesse in Serie B |